# Stanisław Twardo

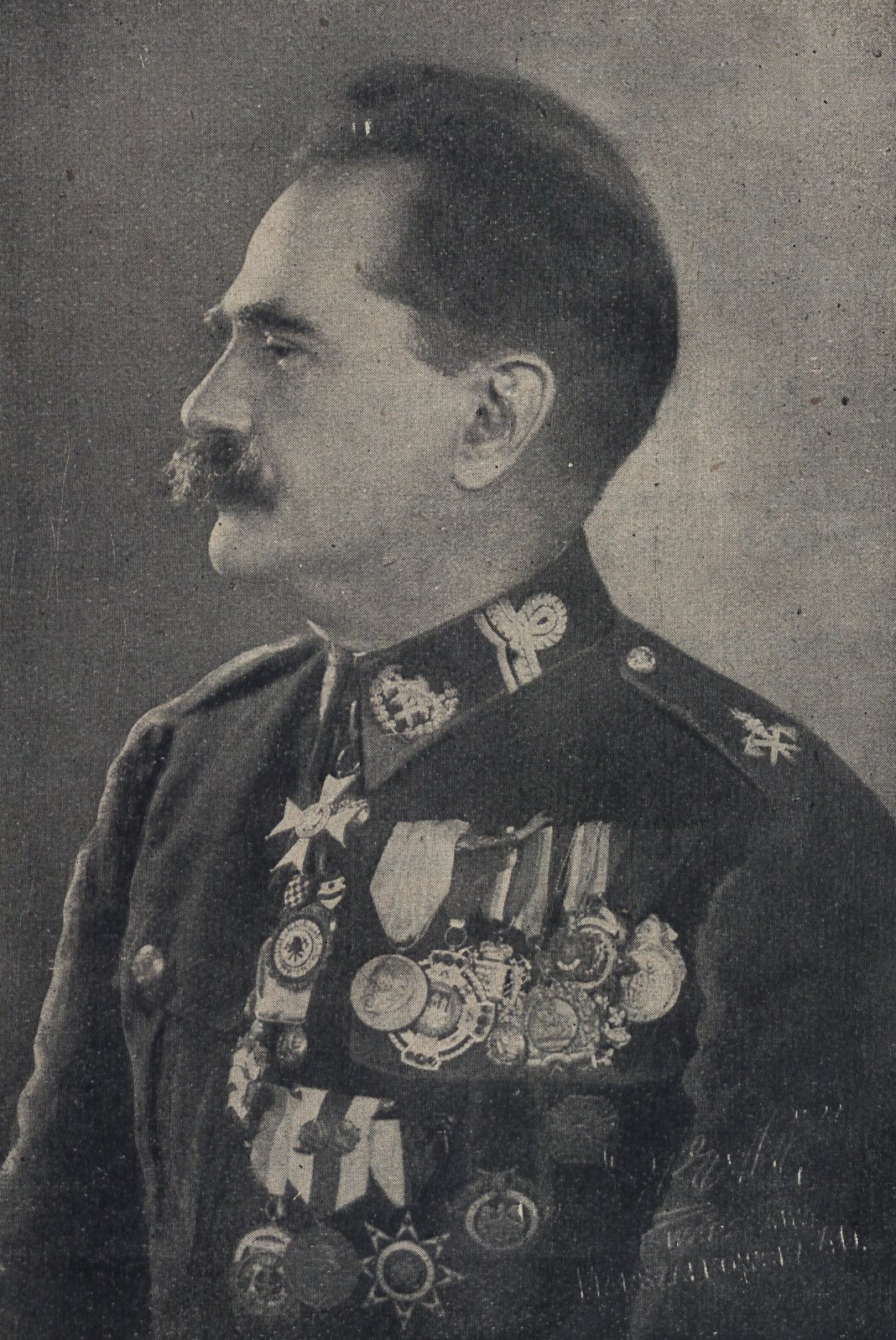
Stanisław Twardo (przed 1934).

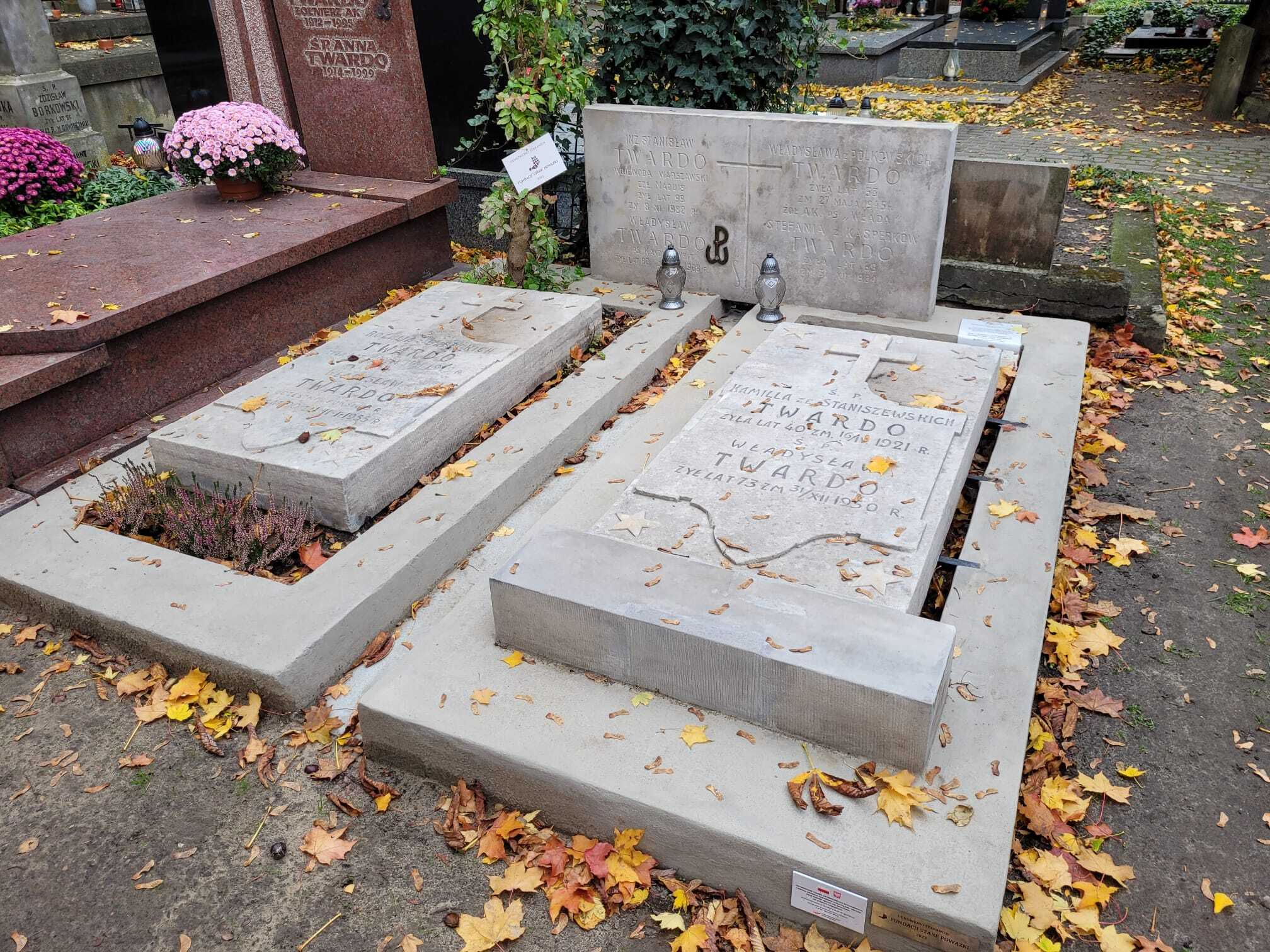
Grób Stanisława Twardo na Cmentarzu Powązkowskim w Warszawie

Stanisław Twardo (ur. 13 grudnia 1883 w Warszawie, zm. 8 listopada 1982 tamże) – polski inżynier, działacz niepodległościowy, żołnierz, działacz państwowy i urzędnik II Rzeczypospolitej. Wojewoda warszawski.

## Życiorys
Urodził się w rodzinie rzemieślnika Władysława (zm. 1935) i Rozalii z Babeckich (zm. 1919). W Warszawie ukończył szkołę powszechną i średnią. Od 1896 r. czynnie działał w tajnej organizacji niepodległościowej młodzieży w Warszawie. W 1900 r. rozpoczął studia na Politechnice Warszawskiej, których musiał przerwać z powodu zaangażowania w manifestacje rewolucyjne na uczelni w styczniu 1905 r. Po wyrzuceniu z politechniki odbył półroczną praktykę w zakładach turbogeneratorów w firmie Elektrotechnická a.s. Emila Kolbena w Wysoczanach koło Pragi. Zamierzał dalej kontynuować naukę na politechnice praskiej, ale w 1906 r. za namową Kazimierza Sosnkowskiego objął kierownictwo podokręgu Praga w Organizacji Bojowej PPS. We wrześniu 1906 r. został aresztowany w Warszawie, w czerwcu 1907 r. zwolniony przez Sąd Wojenny, jednak do jesieni 1908 r. był przetrzymywany w twierdzy w Brześciu. Po zwolnieniu z twierdzy wyjechał do Pragi, gdzie studiował na Wydziale Mechaniki Politechniki Praskiej i w 1911 r. uzyskał dyplom inżyniera. Jednocześnie kierował oddziałem PPS i oddziałem Towarzystwa Sportowo-Gimnastycznego "Strzelec", który z ramienia Związku Walki Czynnej zorganizował w 1910 r. w Pradze. Po ukończeniu studiów przez 3 lata pracował w fabryce Rohn, Zieliński i Ska w Warszawie. W 1915 r., po wkroczeniu Niemców do Warszawy, zorganizował z ramienia Wydziału Oświecenia m. st. Warszawy II Miejską Szkołę Rzemiosła Artystycznego wraz z warsztatem przy ul. Nowowiejskiej.
Po odzyskaniu niepodległości od grudnia 1918 r. do marca 1919 r. był pierwszym Komisarzem Rządu RP ds. Gospodarki Warszawy. W tym czasie zachorował na "hiszpankę", z której ostatecznie wyleczył się dopiero na początku 1922 r., w międzyczasie podejmując, z przerwami, różne prace. W 1919 r. został Inspektorem Administracji Publicznej, a w 1923 r. mianowany głównym inspektorem administracji Ministerstwa Spraw Wewnętrznych. Od 28 listopada 1927 do 3 lipca 1934 r. sprawował urząd wojewody warszawskiego. W 1934 r. przeniesiony w stan spoczynku.
W latach 1929–1935 prezes Zarządu Głównego Związku Ochotniczych Straży Pożarnych. W sierpniu 1935 r. na kongresie pożarniczym w Dreźnie, w uznaniu zasług polskiego pożarnictwa dla współpracy międzynarodowej Stanisław Twardo został wybrany na stanowisko wiceprezesa CTIF (fr. Comité Technique International de Prévention et d’Extinction du Feu – Międzynarodowy Komitet Techniczny Prewencji i Zwalczania Pożarów). W 1935 r. został dyrektorem Państwowych Zakładów Przemysłu Drzewnego w Hajnówce.
W okresie międzywojennym angażował się również w działalność społeczną. Przy jego pomocy w 1930 r. utworzone zostało Księżackie Ognisko Kultury, Sztuki i Przemysłu Ludowego w Złakowie Kościelnym .
Po agresji Niemiec i ZSRR na Polskę we wrześniu 1939 r. na emigracji we Francji. Według diariusza Wojciecha Wasiutyńskiego, który również przebywał na południu Francji, grupa związanych z Twardą inżynierów polskich z Nicei wystosowała po kapitulacji Francji memoriał do władz III Rzeszy, obliczony na zawarcie porozumienia politycznego i powrót do okupowanego kraju. Inicjatywa ta została przez Niemców po wstępnych rozmowach odrzucona przed 16 sierpnia 1940.
Po 1945 r. wrócił do Polski. Organizował infrastrukturę uzdrowiskową na Pomorzu Zachodnim. Mieszkał  w Szczecinie i był m.in. założycielem oddziału Polskiego Towarzystwa Turystyczno-Krajoznawczego. W 1948 r. powrócił wraz z rodziną do Warszawy, został radcą ds. zakupu urządzeń zagranicznych w Ministerstwie Komunikacji. Aresztowany przez UB w 1951 r., dwa lata później skazany na 10 lat, zwolniony z więzienia w 1955 r. W latach 1960–1975 kierował kursami dla kadry kierowniczej w Instytucie Przemysłu Drobnego. 
Członek honorowy Stowarzyszenia Inżynierów i Techników Mechaników Polskich. 
Od 1 listopada 1912 r. był mężem Wandy z Pohoskich. 
Zmarł w wieku prawie 99 lat i został pochowany na cmentarzu Powązkowskim w Warszawie (kwatera 168-2-25,26).
W 2023 r. grób Stanisława Twardo został odnowiony przez Fundację Stare Powązki ze środków KPRM.

## Ordery i odznaczenia
- Krzyż Komandorski Orderu Odrodzenia Polski (7 listopada 1925)[7]
- Krzyż Niepodległości z Mieczami (19 grudnia 1930)[8]
- Medal Dziesięciolecia Odzyskanej Niepodległości[9]
- Złoty Medal „Za Zasługi dla Pożarnictwa”[9]
- Złoty Znak Związku Ochotniczych Straży Pożarnych Rzeczypospolitej Polskiej[9]